# 1982 dans les parcs de loisirs
| Années des parcs de loisirs : 1979 - 1980 - 1981 - 1982 - 1983 - 1984 - 1985    |
| Décennies des parcs de loisirs : 1950 - 1960 - 1970 - 1980 - 1990 - 2000 - 2010 |

## Parcs d'attractions

### Ouverture
- Edgley's Adventure World ( Australie) ouvert au public en novembre.
- Reino Aventura ( Mexique) - Aujourd'hui connu sous le nom Six Flags México.
- Fantasialand ( France) - Aujourd'hui connu sous le nom Didi'Land.
- EPCOT Center ( États-Unis) ouvert au public le 1er octobre.
- Lilleputthammer ( Norvège)
- Parc de loisirs de Mangyongdae ( Corée du Nord) ouvert au public le 5 avril.
- Wild World ( États-Unis) - Aujourd'hui connu sous le nom Six Flags America.

## Parcs aquatiques

### Ouverture
- Oceans of Fun ( États-Unis) ouvert au public le 31 mai.

## Événements
- Opryland USA ( États-Unis) reçoit l'Applause Award au titre de meilleur parc de loisirs du monde.
- Premières montagnes russes à posséder cinq inversions : Viper à Six Flags Darien Lake aux États-Unis.

## Attractions
Ces listes sont non exhaustives.

### Montagnes russes

#### Délocalisations
| Nom        | Type / Modèle       | Constructeur      | Parc           | Pays     | Anciennement            |
| ---------- | ------------------- | ----------------- | -------------- | -------- | ----------------------- |
| Jet Star 2 | Assise / Jet Star 2 | Anton Schwarzkopf | Vaiku Pasaulis | Lituanie | Jet Star 2 à Gorky Park |

#### Nouveautés
| Nom                                             | Type/Modèle           | Constructeur                 | Parc                    | Pays         |
| ----------------------------------------------- | --------------------- | ---------------------------- | ----------------------- | ------------ |
| Big Apple                                       | Junior / Big Apple    | Pinfari                      | Pleasureland Southport  | Royaume-Uni  |
| Corkscrew Devenu Sea Viper en 2009.             | Assises               | Arrow                        | Sea World               | Australie    |
| Dangai                                          | En position verticale | Togo                         | Thrill Valley           | Japon        |
| Grizzly                                         | Bois                  | King's Entertainment Company | Kings Dominion          | États-Unis   |
| Jet Star II                                     | Assises / Jet Star 2  | Anton Schwarzkopf            | Gröna Lund              | Suède        |
| Jungle Mouse                                    | Wild Mouse            |                              | Everland Resort         | Corée du Sud |
| Looping Star                                    | Assises               | Anton Schwarzkopf            | Nagashima Spa Land      | Japon        |
| Mini Apple                                      | Junior / Big Apple    | Pinfari                      | Alton Towers            | Royaume-Uni  |
| Rothaarblitz                                    | E-Powered             | Mack Rides                   | Panorama Park Sauerland | Allemagne    |
| Sirocco Devenu Turbine, puis Psyké Underground. | Navette               | Anton Schwarzkopf            | Walibi Wavre            | Belgique     |
| Thunderbolt                                     | Assises               | Meisho Amusement Machines    | Dreamworld              | Australie    |
| Train de la Mine                                | Train de la mine      | Soquet                       | Fantasialand            | France       |
| Viper                                           | Assises               | Arrow                        | Darien Fun Country      | États-Unis   |
| Wervelwind                                      | Assises / Whirlwind   | Vekoma                       | Bobbejaanland           | Belgique     |
| Wiener Looping                                  | Navette               | Anton Schwarzkopf            | Prater de Vienne        | Autriche     |
| Wild Wave Rollercoaster Devenu Thrillseeker.    | Assises               | S.D.C.                       | Sea World               | Australie    |
| Wirbelwind Devenu Speed Snake en 2010.          | Assises / Whirlwind   | Vekoma                       | Fort Fun Abenteuerland  | Allemagne    |
| Zyklon                                          | Assises / Jet 400     | Anton Schwarzkopf            | Gardaland               | Italie       |

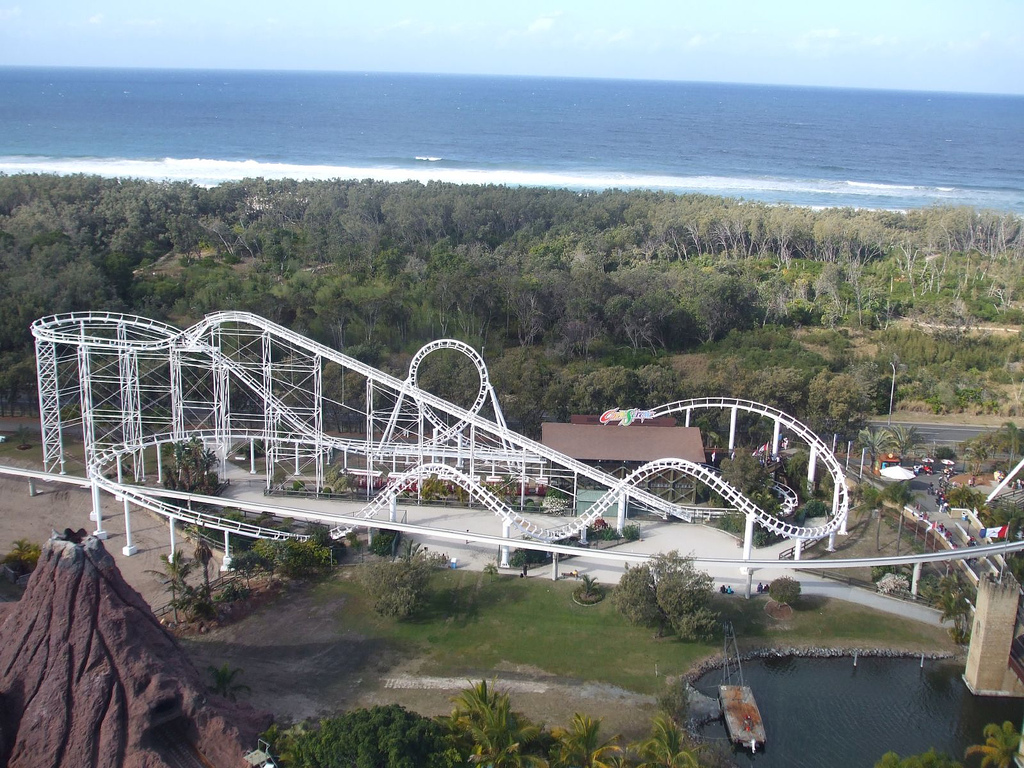
Corkscrew à Sea World
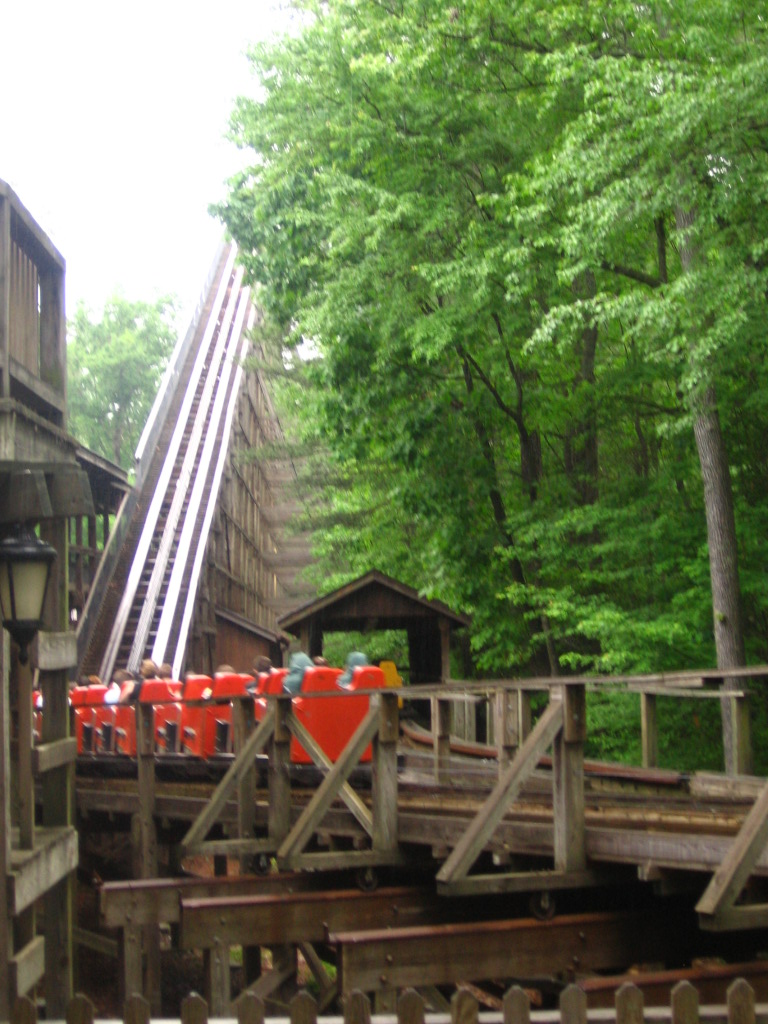
Grizzly à Kings Dominion
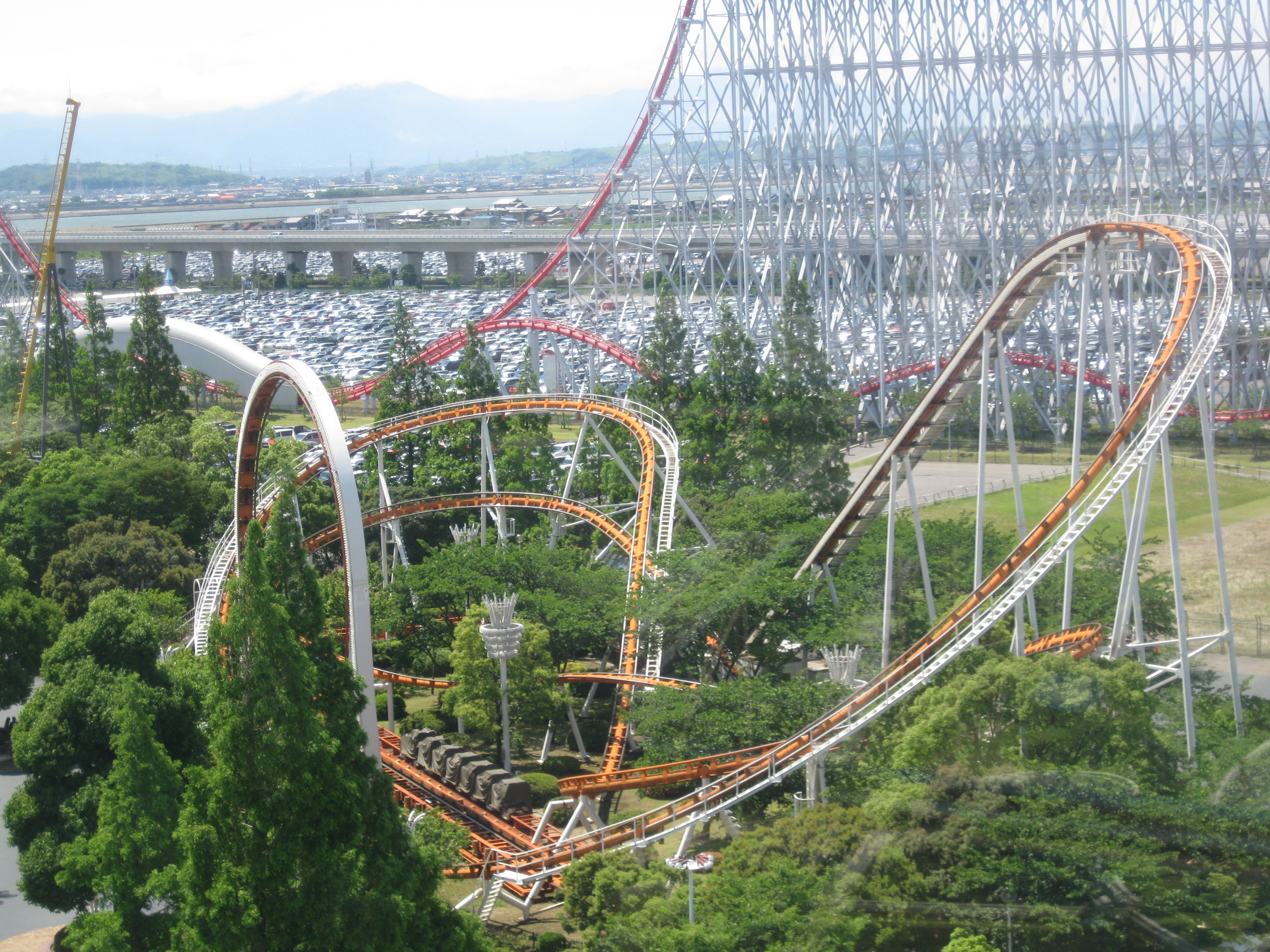
Looping Star à Nagashima Spa Land
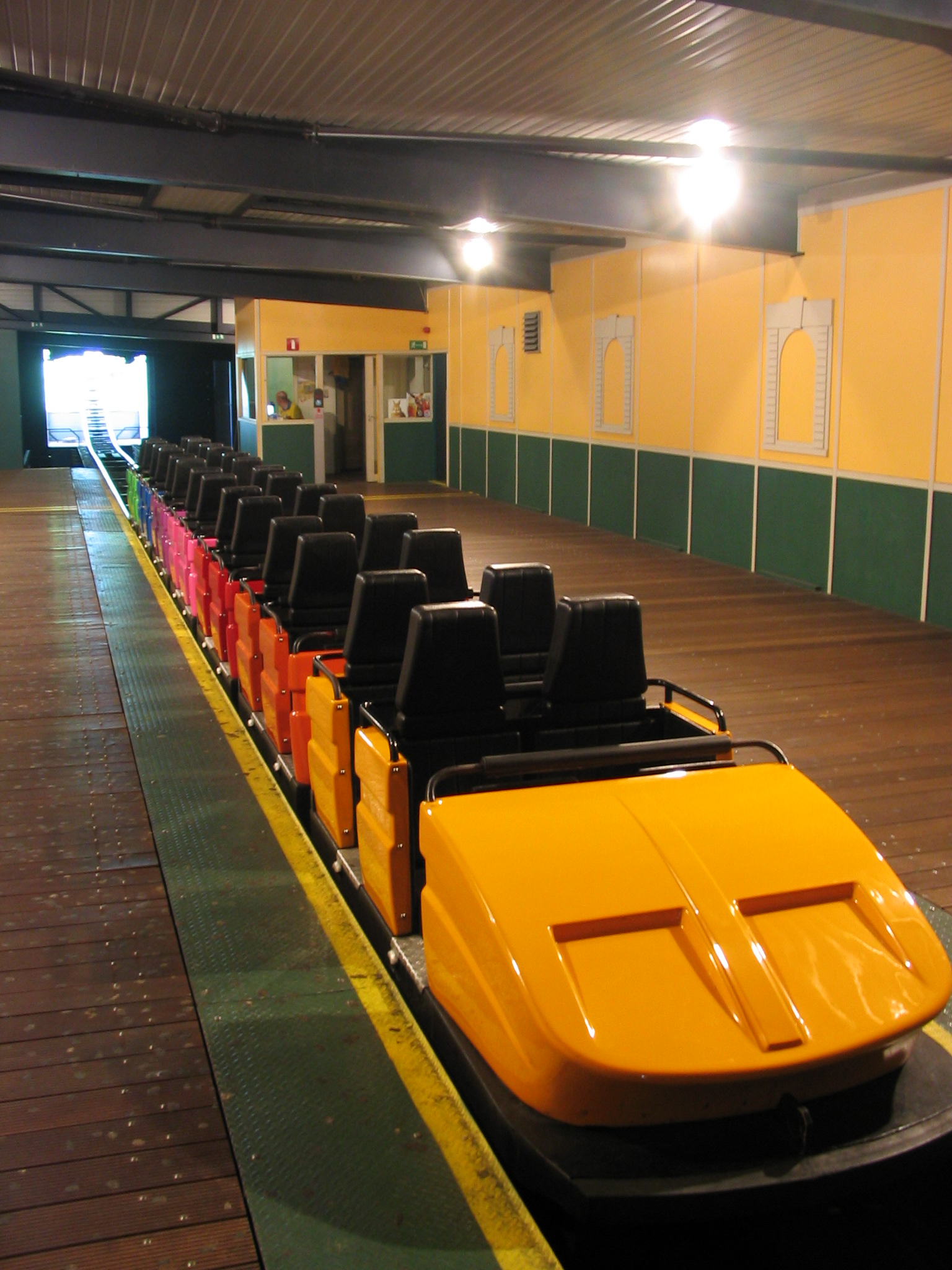
Sirocco à Walibi Wavre
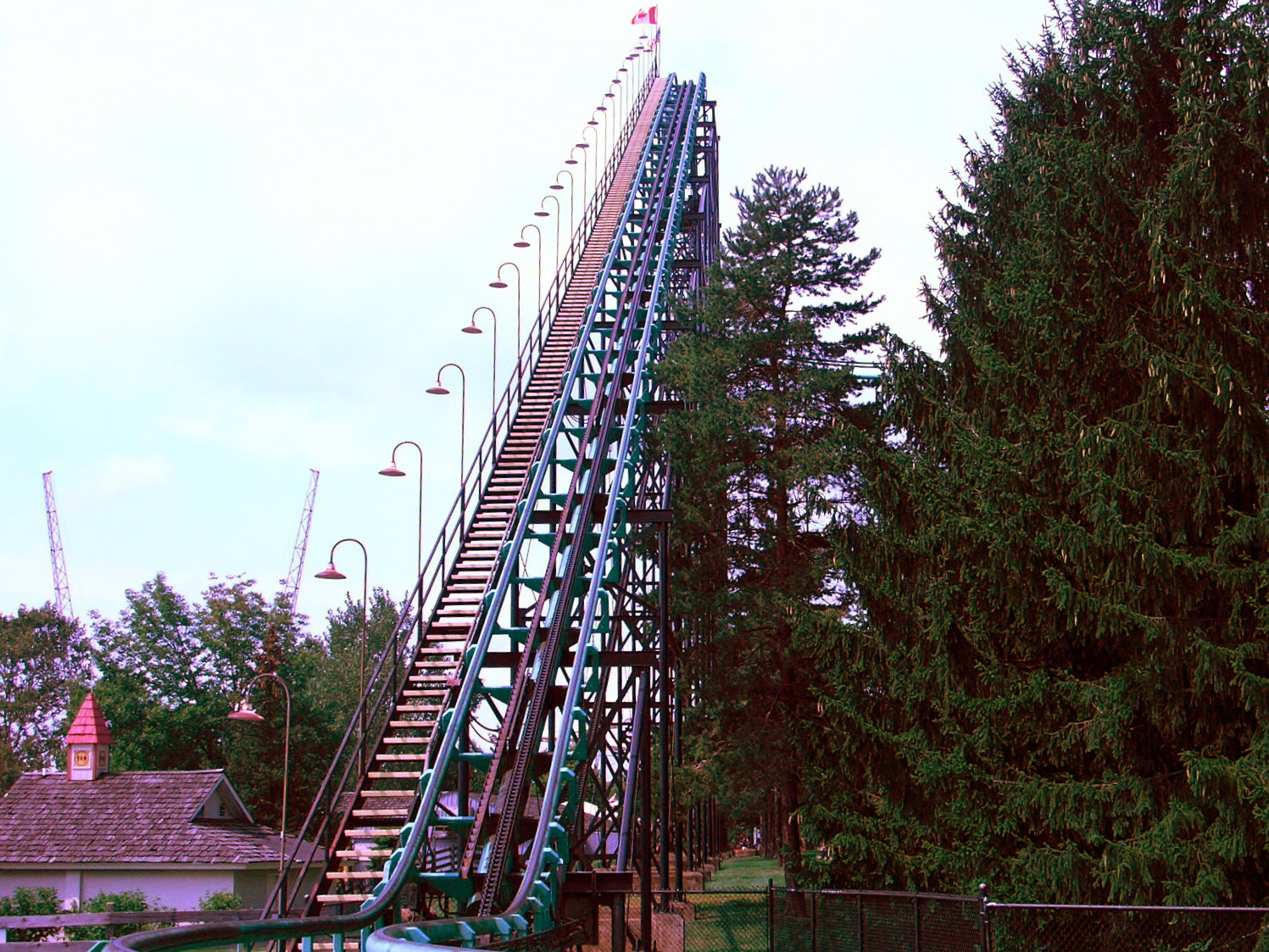
Viper à Darien Lake
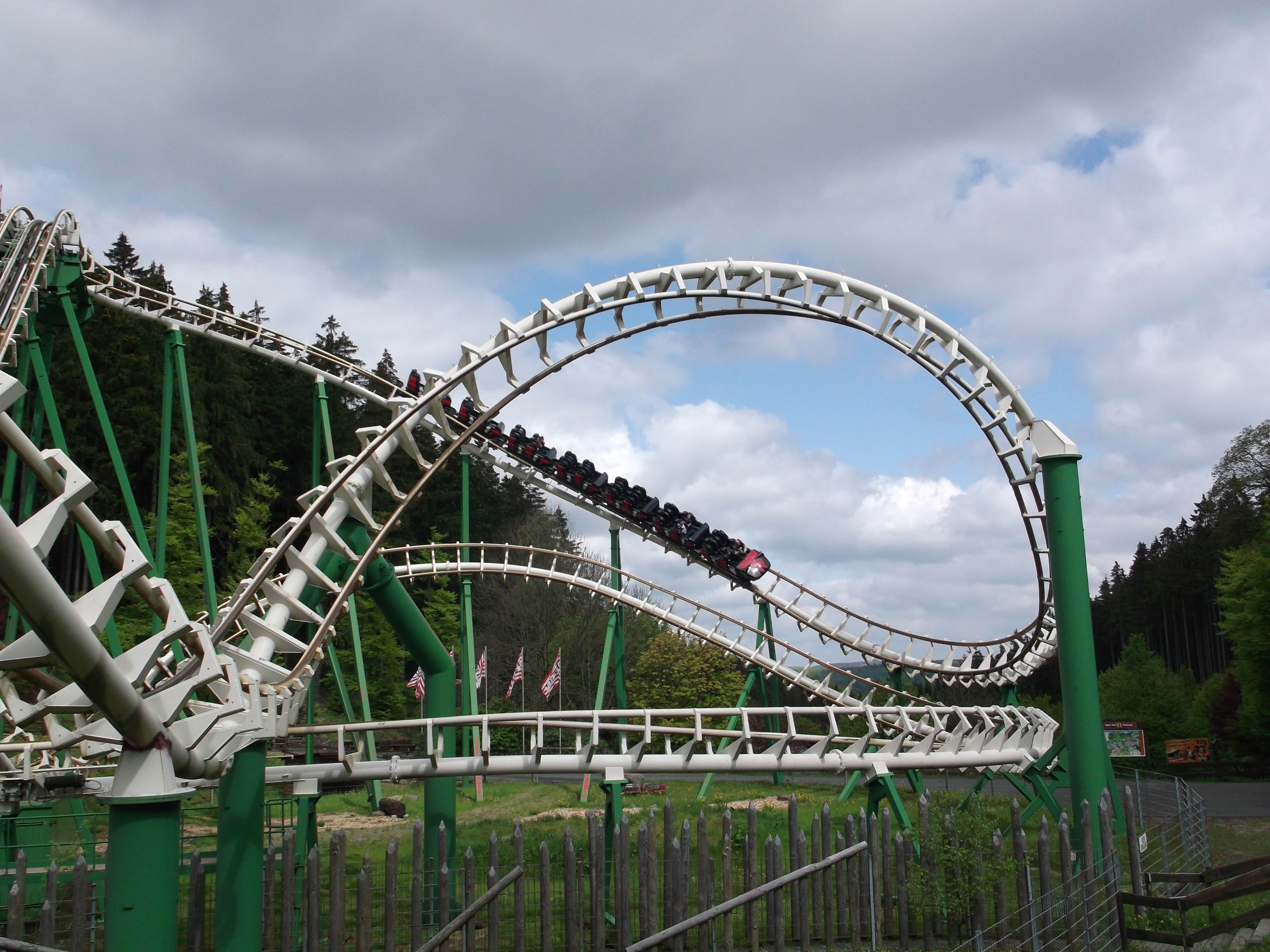
Wirbelwind à Fort Fun Abenteuerland

### Autres attractions
| Nom de l'attraction                  | Type               | Constructeur      | Parc                      | Pays       |
| ------------------------------------ | ------------------ | ----------------- | ------------------------- | ---------- |
| Bateau Pirate                        | Bateau à bascule   | Top Fun           | Fantasialand              | France     |
| Canadian River devenu Wild Waterval. | Bûches             | Mack Rides        | Avonturenpark Hellendoorn | Pays-Bas   |
| Caravelles                           | Music Express      | Mack Rides        | Fantasialand              | France     |
| Ciao Bambini                         | Parcours scénique  | Mack Rides        | Europa-Park               | Allemagne  |
| De Halve Maen                        | Bateau à bascule   | Intamin           | Efteling                  | Pays-Bas   |
| El Rio del Tiempo                    | Croisière scénique |                   | EPCOT Center              | États-Unis |
| Freefall                             | Freefall           | Intamin           | Six Flags Magic Mountain  | États-Unis |
| Geisterschloss                       | Parcours scénique  | Mack Rides        | Europa-Park               | Allemagne  |
| Gwiazda Duża                         | Grande roue        |                   | Śląskie Wesołe Miasteczko | Pologne    |
| Listen to the Land                   | Croisière scénique |                   | EPCOT Center              | États-Unis |
| Ocean Motion                         | Bateau à bascule   | Huss Rides        | Cedar Point               | États-Unis |
| Pirate                               | Bateau à bascule   | Huss Rides        | Kennywood                 | États-Unis |
| Radeaux                              | Tow boat ride      |                   | Fantasialand              | France     |
| Reef Diver                           | Enterprise         | Anton Schwarzkopf | Dreamworld                | Australie  |
| Spaceship Earth                      | Parcours scénique  |                   | EPCOT Center              | États-Unis |
| Texas Cliffhanger                    | Freefall           | Intamin           | Six Flags Over Texas      | États-Unis |
| Thunder Creek Mountain               | Bûches             |                   | Dorney Park               | États-Unis |
| Thunder River                        | Bûches             | Intamin           | Six Flags Over Georgia    | États-Unis |
| Universe of Energy                   | Parcours scénique  |                   | EPCOT Center              | États-Unis |
| Viking Fury                          | Bateau à bascule   | Intamin           | Kings Island              | États-Unis |
| Wave Swinger                         | Chaises volantes   | Zierer            | Hersheypark               | États-Unis |
| White Water Landing                  | Bûches             |                   | Cedar Point               | États-Unis |
| World of Motion                      | Parcours scénique  |                   | EPCOT Center              | États-Unis |

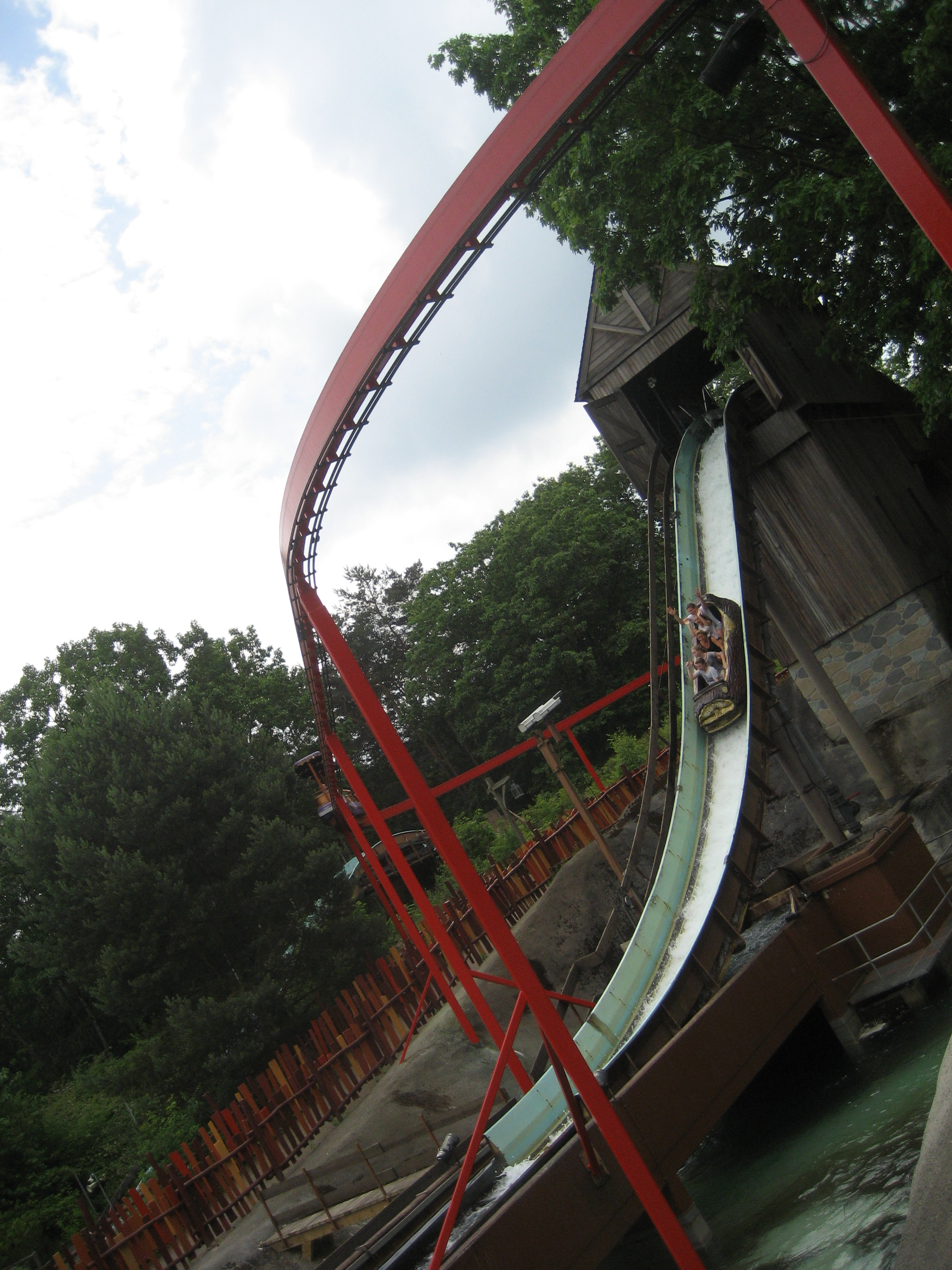
Canadian River à Avonturenpark Hellendoorn
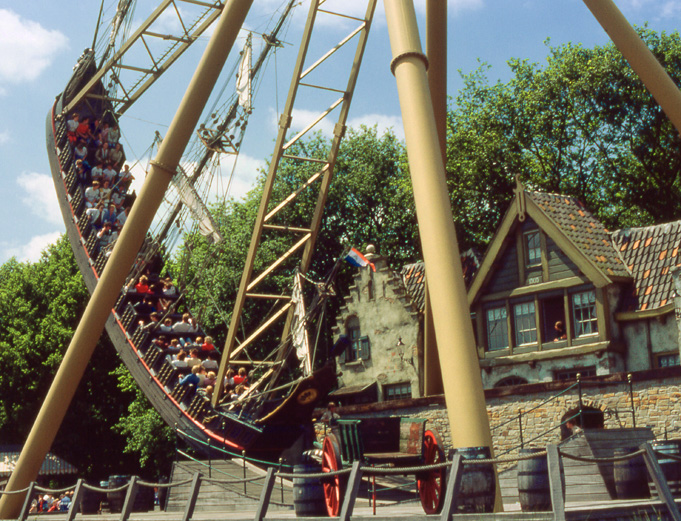
De Halve Maen à Efteling
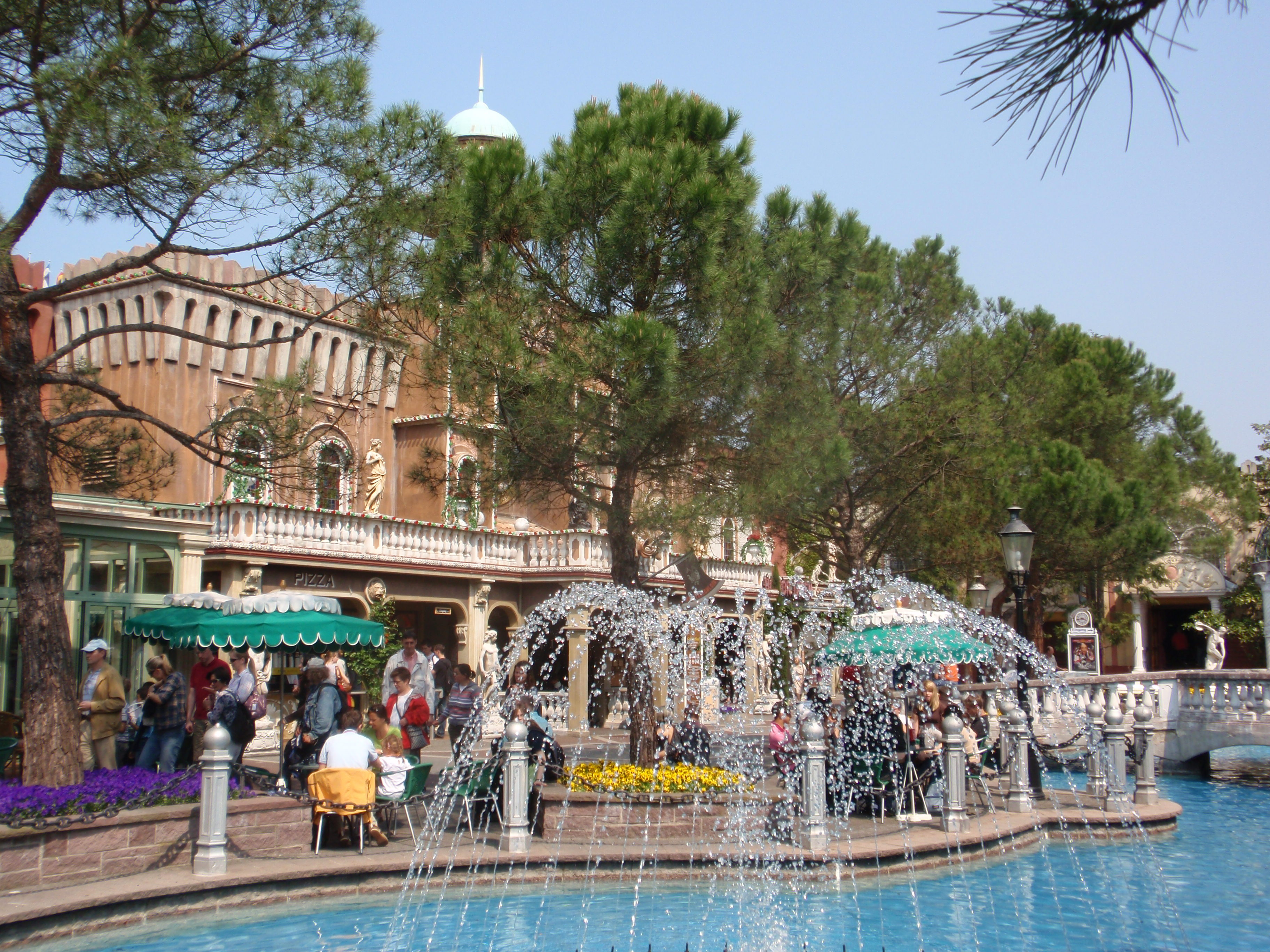
Geisterschloss à Europa-Park
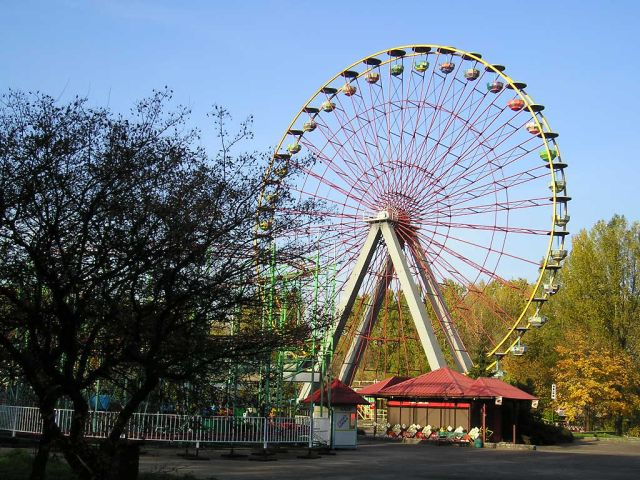
Gwiazda Duża à Śląskie Wesołe Miasteczko
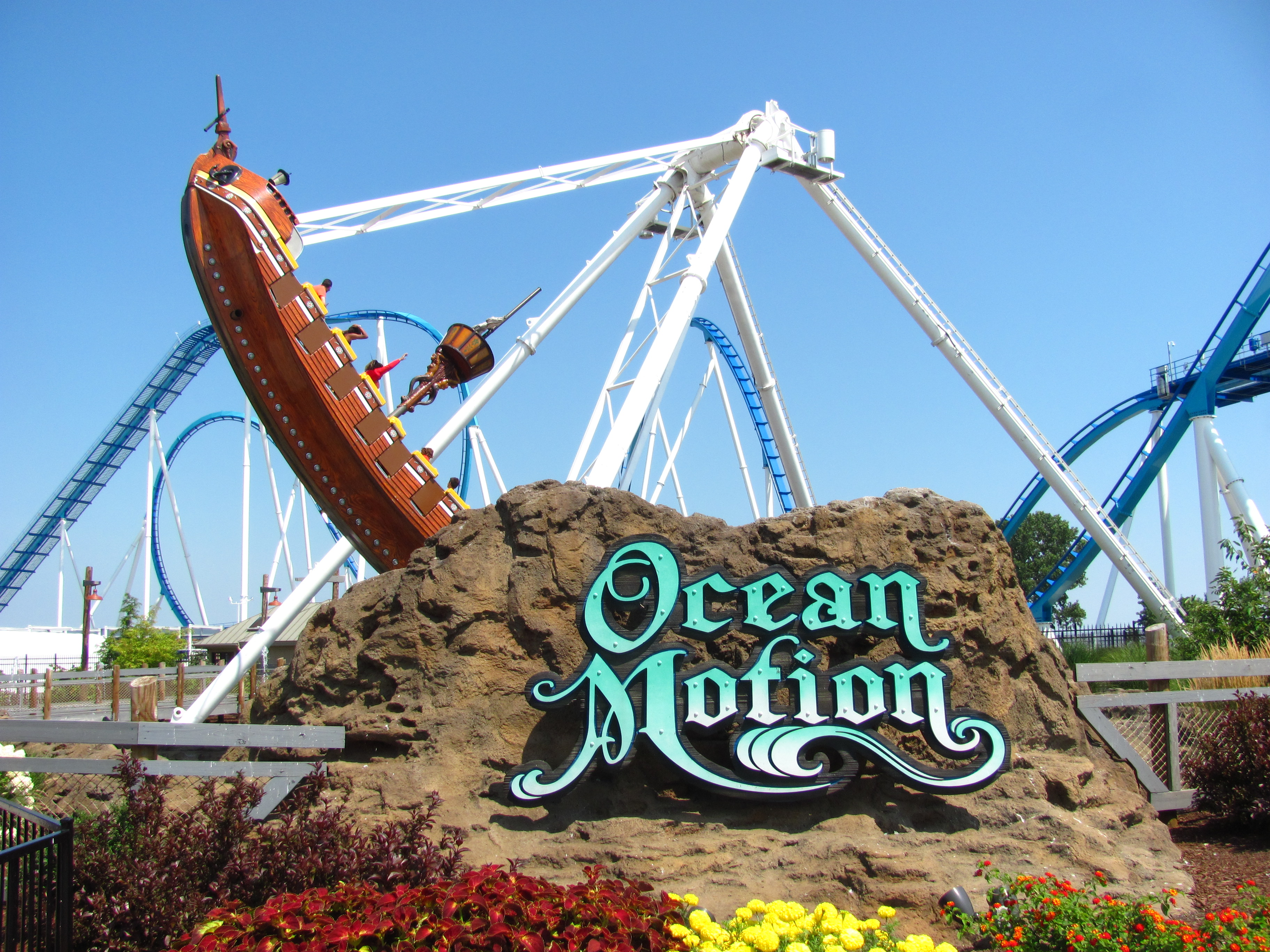
Ocean Motion à Cedar Point
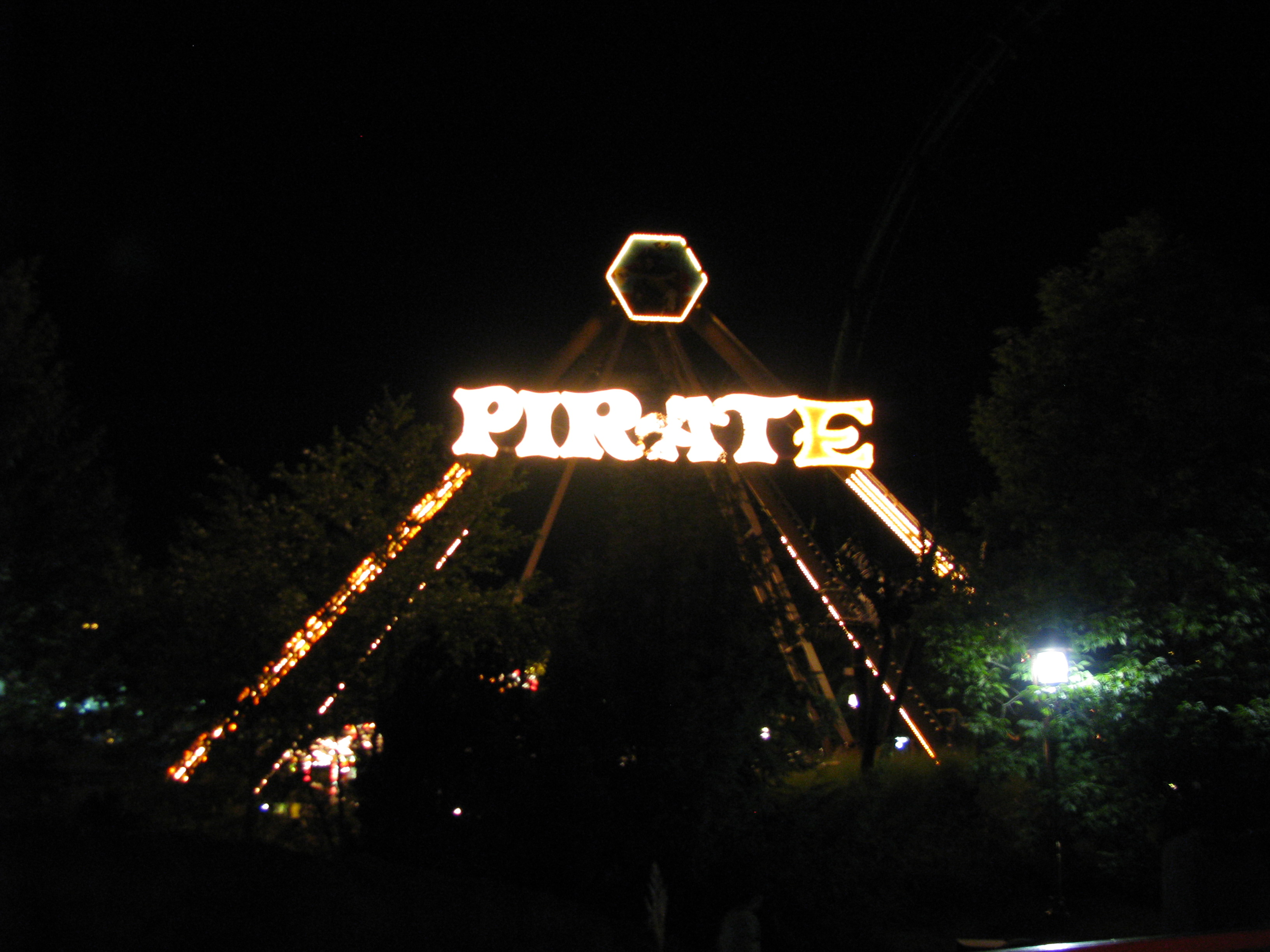
Pirate à Kennywood
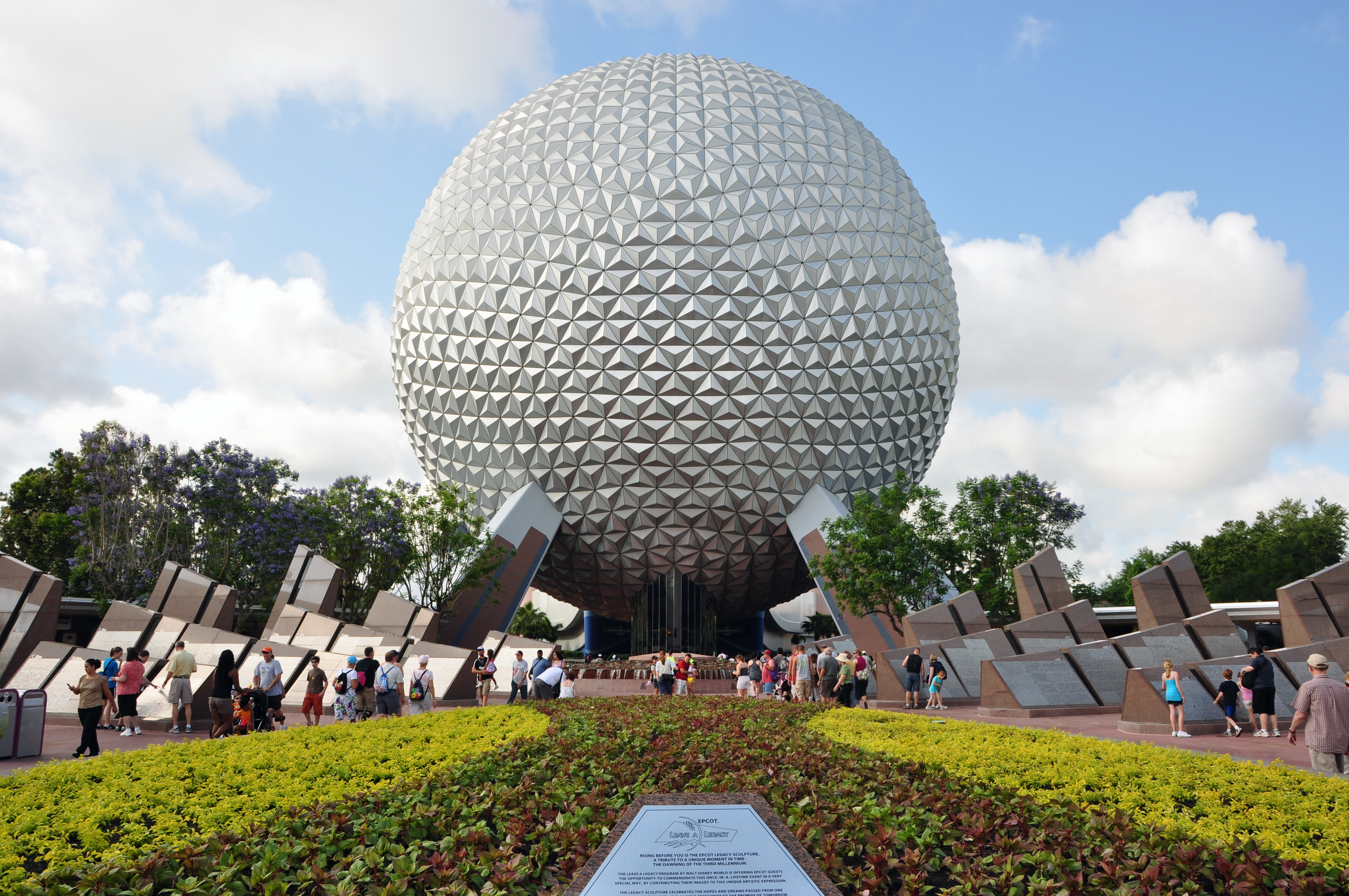
Spaceship Earth à EPCOT Center
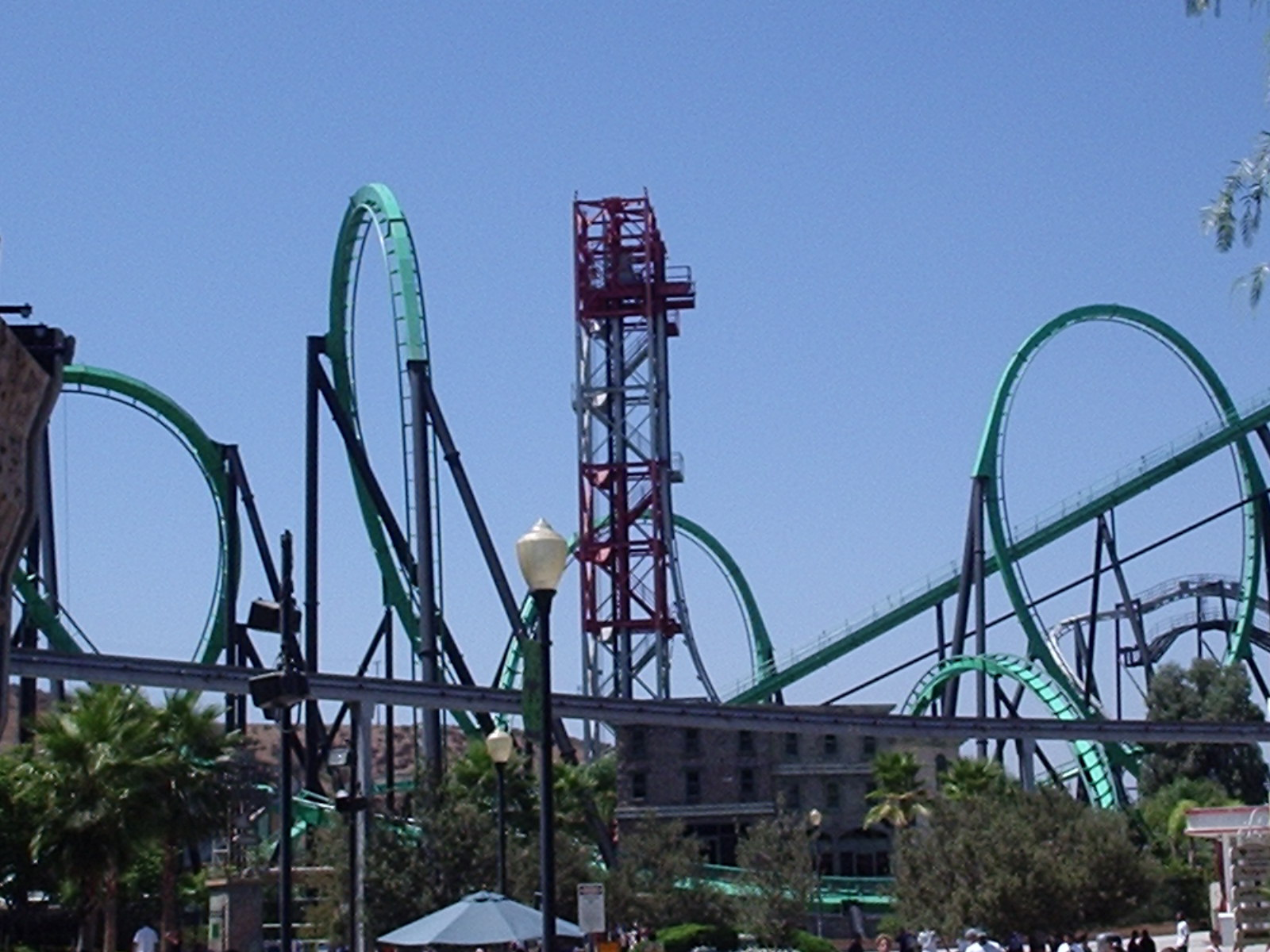
Freefall à Six Flags Magic Mountain
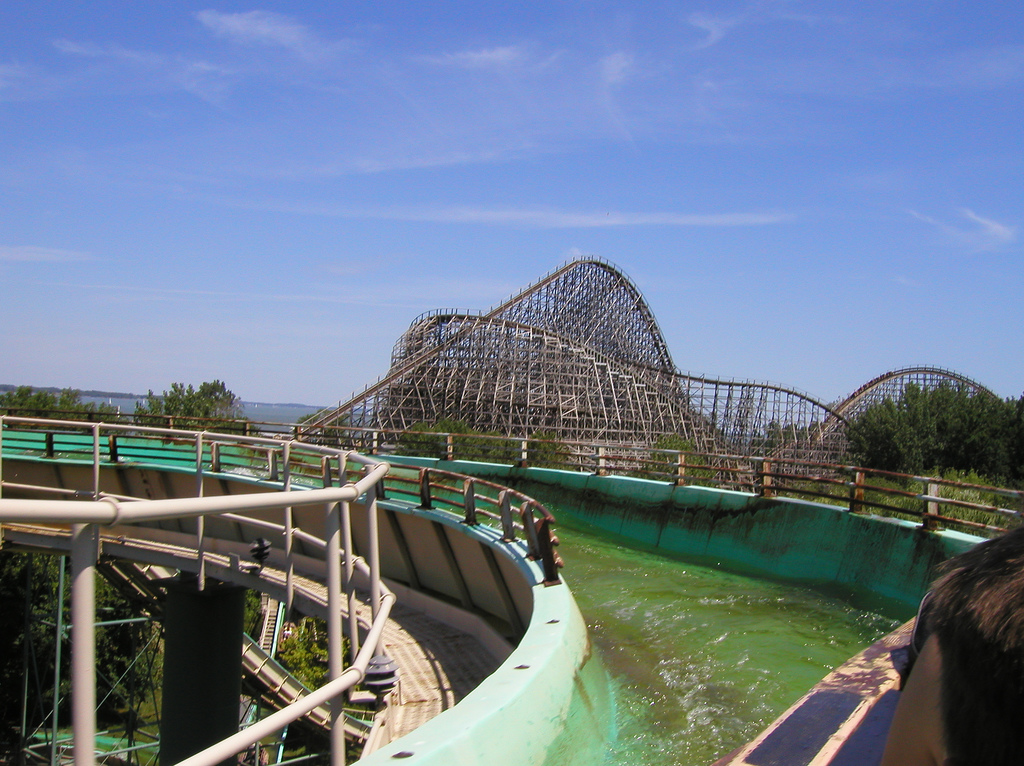
White Water Landing à Cedar Point